# Phare de Rönnskär
Le phare de Rönnskär (en finnois : Rönnskär majakka) est un ancien phare situé sur l'île de Rönnskär au sud de la péninsule de Porkkala dans le golfe de Finlande, au large de la municipalité de Kirkkonummi , en région d'Uusimaa (Finlande).
Le phare de Rönnskär est inscrit au répertoire des sites culturels construits d'intérêt national  par la Direction des musées de Finlande  en date du 22 décembre 2009.

## Histoire
Le phare original, construit en 1800 par la Suède, a été détruit pendant la guerre entre la Suède et la Russie (1808-09). Le phare actuel, construit sur les mêmes plans conformément à la règle russe en 1814, a été remplacé par le phare de Porkkala en 1928. L'ancienne maison de gardien fait partie de la forteresse de Mäkiluoto et de la garde-côtière de Suomenlinna.
Le phare est localisé sur une petite île à environ 7.5 km au nord du phare de Porkkala. L'île, accessible seulement en bateau, est un poste militaire et une permission est nécessaire pour les visites.
L'île possède aussi une station d'observation ornithologique et de baguage.

## Description
Le phare  est une tour cylindrique blanche posée sur un bâtiment carré en pierre  de 27 mètres de haut, avec une  galerie-terrasse. Depuis 1928, il sert de balise de jour.
La lanterne a été enlevée mais la tour est toujours équipé d'un radar Racon et d'équipements de télécommunication.
Identifiant : ARLHS : FIN-087 .
|              |
| Timbre poste |

|               |
| Plan du phare |

### Lien connexe
- Liste des phares de Finlande